# Romanki (województwo wielkopolskie)
Romanki – wieś w Polsce położona w województwie wielkopolskim, w powiecie kaliskim, w gminie Blizanów.
W latach 1975–1998 miejscowość administracyjnie należała do województwa kaliskiego.

## Historia
Romanki znane w XIX w. jako folwark w gminie Pamięcin, parafii Rychnów. Wraz z Rychnowem w okresie powojennym należały do gromady Jastrzębniki, a następnie w 1973 r. włączone zostały do gminy Blizanów. Przez wieś Romanki przebiega Szlak Bursztynowy.